# 손대음
손대음(孫代音, ?~?)은 고구려 말기의 백암성 성주이며, 고구려-당 전쟁 때 당나라에 항복하였다. 이후 행적은 알 수 없으며, 생몰연대는 미상이다.

## 생애
645년(보장왕4년) 당은 고구려를 침략하였고 개모성, 요동성을 차례로 함락 후 이어서 백암성을 공격 대상으로 삼고 진격한다. 이 때 백암성 성주 손대음은 당나라 군대에 사신을 보내 투항하기를 청하였다. 하지만 당나라 사서에는 이 시점에서 백암성은 투항하기로 한 것을 후회하고 철회하여 당태종이 진노하였다라고 기록되어 있다. 이 때 고구려는 요동성에 이어 이번에는 백암성을 구원하기 위해 오골성(烏骨城)의 고구려군 1만명을 긴급히 출동시켰다. 이러한 신속한 고구려의 구원군 파병으로 백암성 내부에서 갈등이 있었던 것으로 추측된다. 고구려 지원군은 백암성에 도착하였고, 마침 백암성을 공격하려던 철륵출신 총관이었던 계필하력의 선발 기병부대를 요격하였고 이 때 계필하력은 고구려 장수 고돌발에게 옆구리가 창에 찔리는 큰 부상을 입었다. 당의 기병부대를 물리친 고구려 지원군은 백암성에 입성하여 합류하였다.
645년 5월28일,당태종 이세민의 친정 대군도 백암성으로 몰려왔다. 이세적은 백암성 서남 쪽을 공격하고, 당태종 이세민은 서북쪽으로 갔다. 당군이 총공세로 나서고 당의 우위대장군 이사마는 성 앞까지 진격하여 공격하던 중 고구려군사의 화살을 맞고 쓰러졌다. 백암성은 신성과 같이 험준한 산에 의지하여 지은 산성으로 당군이 신형 포차를 앞세워 공성에 나섰지만 함락이 역시 용이하지 않았다.
하지만 백암성 성주 손대음(孫代音)이 비밀리에 심복을 보내 또 다시 항복하기를 청하고, 성에 나와 칼과 도끼를 던지는 것으로 신호를 삼겠다고 하면서 말하기를 "저는 항복하기를 원하지만 성 안에 따르지 않는 자가 있다"라고 하였다. 이세민은 당 나라 깃발을 사자에게 주면서 "틀림없이 항복하겠으면 이 깃발을 성 위에 세우라"고 하였다. 손대음이 그 깃발을 세우니 성 안 사람들은 당 나라 군사가 이미 성에 올랐다고 생각하여, 모두 손대음을 따라 항복하였다. 마침내 6월1일 백암성이 함락되었다.
이세적은 물러나와 성 안의 남녀 1만여 명을 잡아, 물가에 장막을 치고 그들의 항복을 받았다. 그런 후에 곧 먹을 것을 주고, 80세의 노인에게는 정도에 따라 비단을 주었다. 다른 성의 군사로서 백암성에 와있던 자들은 전부 위로하여 타이르고, 양식과 군기를 주어 원하는 곳으로 가게 하였다. 이보다 앞서서 요동성 장사가 부하에게 피살되는 사건이 발생했었다. 그 성의 성사 한 사람이 장사의 처자들을 데리고 백암성으로 도망해왔었다. 이세민은 그의 의리를 가상히 여겨 비단 다섯 필을 주고, 장사의 상여를 만들어 평양으로 보냈다. 백암성을 암주(巖州)로 개칭하고, 항복한 고구려 백암성 성주 손대음을 자사로 삼았다. 이로써 고구려의 요동방어선의 중심부였던 요동성,백암성이 차례로 당군의 수중에 넘어가게 되어 고구려는 절체절명의 위기를 맞게 된다.

## 백암성 전투의 행적
당나라에 항복한 후 당나라는 백암성을 암주(巖州)로 개칭하고, 항복한 고구려 백암성 성주 손대음을 자사로 삼았다. 하지만 이후의 행적은 알 수 없다. 이후에 당나라 군대가 철수하여 고구려가 다시 백암성을 회복한 것으로 미루어 아마도 당태종을 따라 당나라로 귀순했을 것이라 추측된다.

## 같이 보기
- 고구려-당 전쟁
- 연개소문
- 당 태종